# Angelo Glisoni
Angelo Glisoni (Iseo, 20 de junio de 1957) es un deportista italiano que compitió en vela en la clase Tornado.
Ganó dos medallas en el Campeonato Mundial de Tornado, oro en 1991 y plata en 1989, y dos medallas en el Campeonato Europeo de Tornado, plata en 1989 y bronce en 1993.

## Palmarés internacional
| \| Campeonato Mundial \| Campeonato Mundial \| Campeonato Mundial \| Campeonato Mundial \| \| Año \| Lugar \| Medalla \| Clase \| \| ------------------ \| ------------------------ \| ------------------ \| ------------------ \| \| 1989 \| Houston (Estados Unidos) \| Medalla de plata \| Tornado \| \| 1991 \| Cagliari (Italia) \| Medalla de oro \| Tornado \| \| Campeonato Europeo \| \| \| \| \| Año \| Lugar \| Medalla \| Clase \| \| 1989 \| Travemünde (RFA) \| Medalla de plata \| Tornado \| \| 1993 \| Helsinki (Finlandia) \| Medalla de bronce \| Tornado \| |                          |                   |         |
| Campeonato Mundial |                          |                   |         |
| Año | Lugar                    | Medalla           | Clase   |
| 1989 | Houston (Estados Unidos) | Medalla de plata  | Tornado |
| 1991 | Cagliari (Italia)        | Medalla de oro    | Tornado |
| Campeonato Europeo |                          |                   |         |
| Año | Lugar                    | Medalla           | Clase   |
| 1989 | Travemünde (RFA)         | Medalla de plata  | Tornado |
| 1993 | Helsinki (Finlandia)     | Medalla de bronce | Tornado |